# Лаура Сапата
Лаура Гвадалупе Сапата Міранда (ісп. Laura Guadalupe Zapata Miranda; нар. 31 липня 1956, Мехіко) — мексиканська акторка театру, кіно та телебачення.

## Життєпис
Народилася 31 липня 1956 року в Мехіко в родині баксера Гільєрмо Сапати Переса та Іоланди Міранда Манге. Батько загинув, коли Лаура була малою. Пізніше мати вийшла заміж за кримінолога Ернесто Соді. У шлюбі народилися чотири дочки — археолог Федеріка Соді, письменниця Ернестіна Соді, художниця Габріела Соді та співачка Талія.
У вересні 2002 року Лаура Сапата і її сестра Ернестіна Соді були викрадені з ціллю викупу, який було затребувано з їхньої наймолодшої сестри Талії, яка за два роки до того вийшла заміж за американського мільйонера Томмі Мотоллу (на той час президента і генерального директора Sony Music Entertainment). Лаура була звільнена через 18 днів, а Ернестіна ще через 16 днів.
2010 року акторка була нагороджена спеціальним призом APT — премією Сільвії Піналь найкращій акторці за роль Присяжної №3 у постановці «12 жінок в конфлікті» (ісп. 12 mujeres en pugna), жіночому варіанті п'єси «12 розгніваних чоловіків».
Акторка має двох синів — Клаудіо Соді та Патрисіо Соді — від шлюбу з Хуаном Едуардо Соді де ла Тіхера, який завершився розлученням. Племінницею їй доводиться акторка Каміла Соді, дочка її сестри Ернестіни.

## Вибрана фільмографія
| Рік       |   | Українська назва                 | Оригінальна назва                 | Роль                             |
| --------- | - | -------------------------------- | --------------------------------- | -------------------------------- |
| 1977      | с | Помста                           | La venganza                       | Віолетта                         |
| 1978      | с | Мама-компаньйонка                | Mamá companita                    | Ірене Родена                     |
| 1978      | ф | Патрульний 777                   | El patrullero 777                 | сеньйорита в делегації           |
| 1980      | с | Молодість                        | Junentud                          | Модеста                          |
| 1984—1985 | с | Щасливі роки                     | Los años felices                  | Флора                            |
| 1987—1988 | с | Дика роза                        | Rosa salvaje                      | Дульсіна Лінарес де Роблес       |
| 1992      | с | Марія Мерседес                   | María Mercedes                    | Мальвіна дель Ольмо              |
| 1995      | с | Бідна багата дівчинка            | Pobre niña rica                   | Тереса Гарсія де Вільягран       |
| 1997      | с | Есмеральда                       | Esmeralda                         | Фатіма Лінарес                   |
| 1998      | с | Узурпаторка                      | La usurpadora                     | прокурор Сорайда Сапата          |
| 1999      | с | Росалінда                        | Rosalinda                         | Вероніка дель Кастільйо          |
| 1999      | с | Жінка, випадки з реального життя | Mujer, casos de la vida real      | (1 епізод)                       |
| 2001      | с | Зловмисниця                      | La intrusa                        | Максиміліана Лімантур де Рольдан |
| 2008      | с | Обережно з ангелом               | Cuidado con el ángel              | Онелія Монтенегро                |
| 2010      | с | Сакатільйо, місце у твоєму серці | Zacatillo, un lugar en tu corazón | Міріам Солорсано Лосано          |
| 2014      | с | Кішка                            | La gata                           | Лоренса де Мартінес-Негрете      |

## Нагороди та номінації
TVyNovelas Awards
- 1988 — Найкраща лиходійка (Дика роза).
- 1992 — Найкраща лиходійка (Марія Мерседес).
- 2011 — Номінація на найкращу роль у виконанні заслуженої акторки (Сакатільйо, місце у твоєму серці).

APT (Agrupación de Periodistas Teatrales)
- 2010 — Премія Сільвії Піналь найкращій акторці (за роль у п'єсі 12 жінок в конфлікті).